# 呉家屯駅
瀋陽自貿区駅（しんようじぼうくえき）は中華人民共和国遼寧省瀋陽市蘇家屯区にある、中国鉄路総公司（CR）瀋丹線の駅。1919年に開業、2017年に「呉家屯駅」から「瀋陽自貿区駅」に変更された。瀋陽駅から26km、丹東駅から244kmの位置にある。瀋陽鉄道局所属の四等駅に設定されている。

## 駅周辺
- 四環路
- 中国儲運遼寧物流産業園

## 隣の駅
中国国鉄
瀋丹線
蘇家屯駅 - 瀋陽自貿区駅 - 陳相屯駅